# Cuguyons
Les Cuguyons ou les Cugulons sont une montagne située dans les Préalpes de Castellane au-dessus des communes d'Aups et de Moissac-Bellevue dans le Var. C'est l'une des chaînes alpines les plus méridionales.

## Étymologie
Le mot Cuguyons est issu de la racine pré indo-européenne kuk qui signifie « colline arrondie ».

## Géographie
Les Cuguyons sont situés sur la limite des communes d'Aups, Moissac-Bellevue et de Bauduen, en plein cœur du canton d'Aups. La chaîne est couverte d'une forêt appelée la Colle à l'adret et le Cachet ou l'Ubac des Aumades à l'ubac. La végétation est variante selon l'altitude : en dessous de 650 mètres d'altitude se trouvent des pins d'Alep et des chênes verts et kermès. Entre 650 et 800 mètres se trouvent des pins sylvestres et la présence de pins d'Alep diminue. Au-dessus de 800 mètres, la végétation devient une garrigue composée de lauriers, de buis et d'autres arbustes. Au pied de la chaîne se trouve un plateau couvert de forêts de pins d'Alep et de pins sylvestres appelé la Plaine d'une altitude moyenne de 600 mètres. Ce plateau domine la vaste plaine d'Aups et de Pélenc.
Les Cuguyons ont plusieurs sommets différents et alignés du sud-est au nord-ouest : le Signal de l'Aigle est le sommet culminant à 982 mètres d'altitude, où se situe un relais satellite. Les deux autres sommets importants au sud-est sont à 970 mètres et à 944 mètres d'altitude.